# Bahnhof Berlin Gesundbrunnen
Bahnhof Berlin Gesundbrunnen är en av Berlins stora järnvägsstationer som ligger i Gesundbrunnen i den norra delen av staden.
Stationen öppnades redan 1871 och är en av de mest trafikerade i Berlin beroende på att det är en bytesstation mellan flera pendeltågslinjer (S-Bahn), fjärrtågs- och regionaltågslinjer, men även till tunnelbanan (U-Bahn). Stationen är en av Berlins stora tågcentraler för S-bahn tillsammans med Berlin Ostkreuz, Berlin Südkreuz, Berlin Westkreuz, Berlin Ostbahnhof, Berlin Zoologischer Garten samt Berlin Hauptbahnhof.  Gesundbrunnen utgör Berlins norra knutpunkt för regionaltågtrafiken och bland annat Prignitzexpressen (RE 6) utgår från Gesundbrunnen.
Till skillnad från stationerna Westkreuz, Ostkreuz och Südkreuz har Gesundbrunnen inte namnet Nordkreuz, vilket 2005 föreslogs av Deutsche Bahn men senare togs tillbaka. Anledningen skulle vara att förenkla för resenärerna. Diskussionen om en ändring kom efter att stationen på Papestraße fått namnet Südkreuz.

## Historia
1842 öppnades den första delen av linjen Berlin-Stettin som gick genom Gesundbrunnen. 1871 fick Gesundbrunnen en egen station som trafikerades av gods- och persontåg och var en del av Berlins ringbana. 
Under Berlins delning tappade Gesundbrunnen sin roll då fjärrtågen försvann och S-Bahn bojkottades av majoriteten av västberlinare. Under 1990-talet följde en renässans för stationen som byggdes om och återigen fick fjärrtågstrafik. Bredvid stationen befinner sig idag affärscentrumet Gesundbrunnen-Center. 
2001 återöppnades sträckan mellan Gesundbrunnen och Schönhauser Allee på Berlins ringbana.

## Tunnelbanestationen
Gesundbrunnen är även tunnelbanestation på linje U8. Linjen började planeras redan i början av 1900-talet och AEG lade fram sina planer för en nordsydgående linje 1907. Efter flera års förhandlingar fastställdes 1912 en tunnelbanelinje. Första världskriget försenade byggandet åtskilliga år och först 1930 kunde U-Bahnhof Gesundbrunnen invigas. Stationen är ritad av den i Berlin verksamma svenska arkitekten Alfred Grenander. Den går liksom stationen på Alexanderplatz i turkos färg.

## Bilder

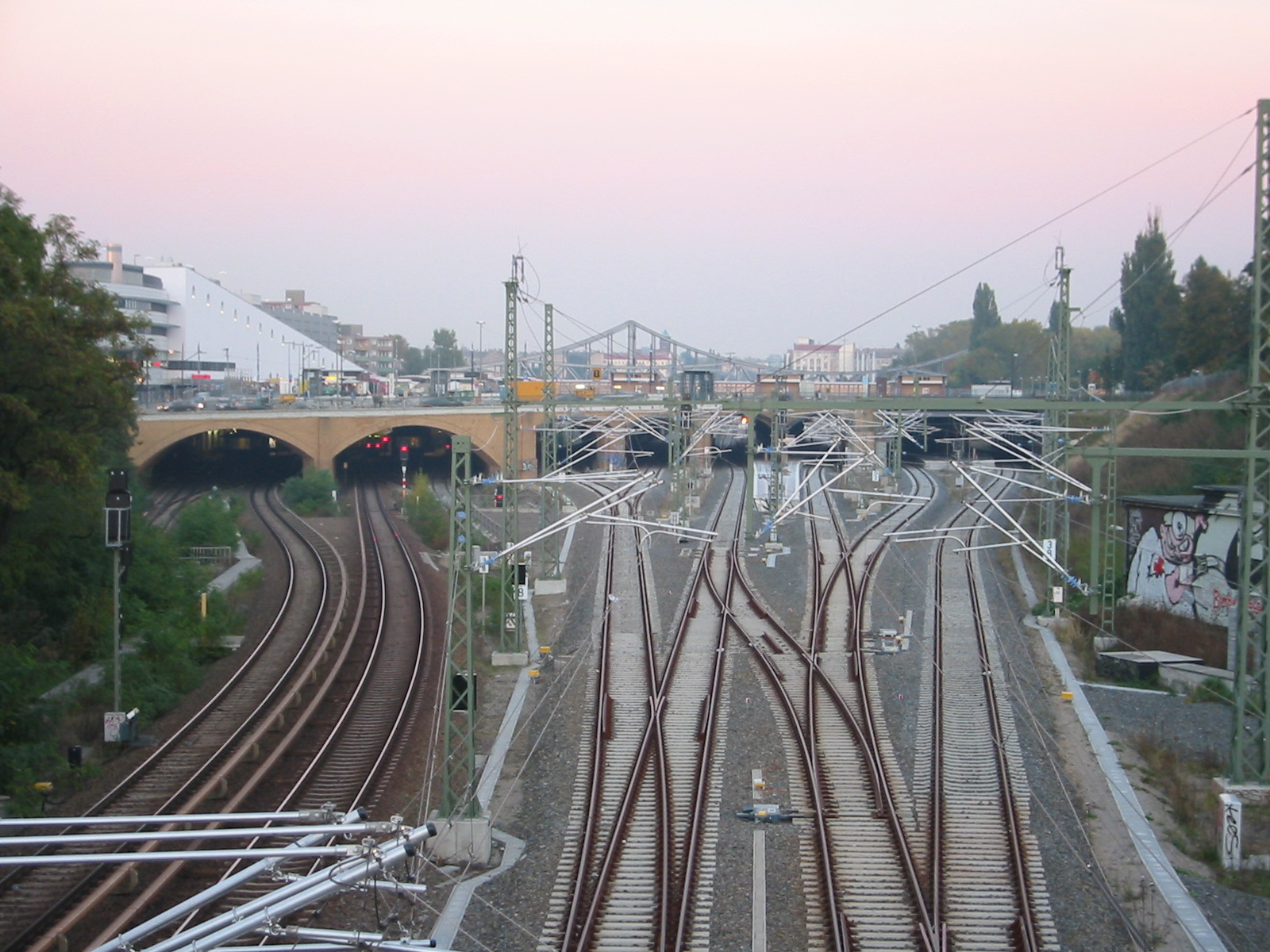
Vänster: pendeltågsspåren. Höger: fjärrtågs- och regionaltågsspår
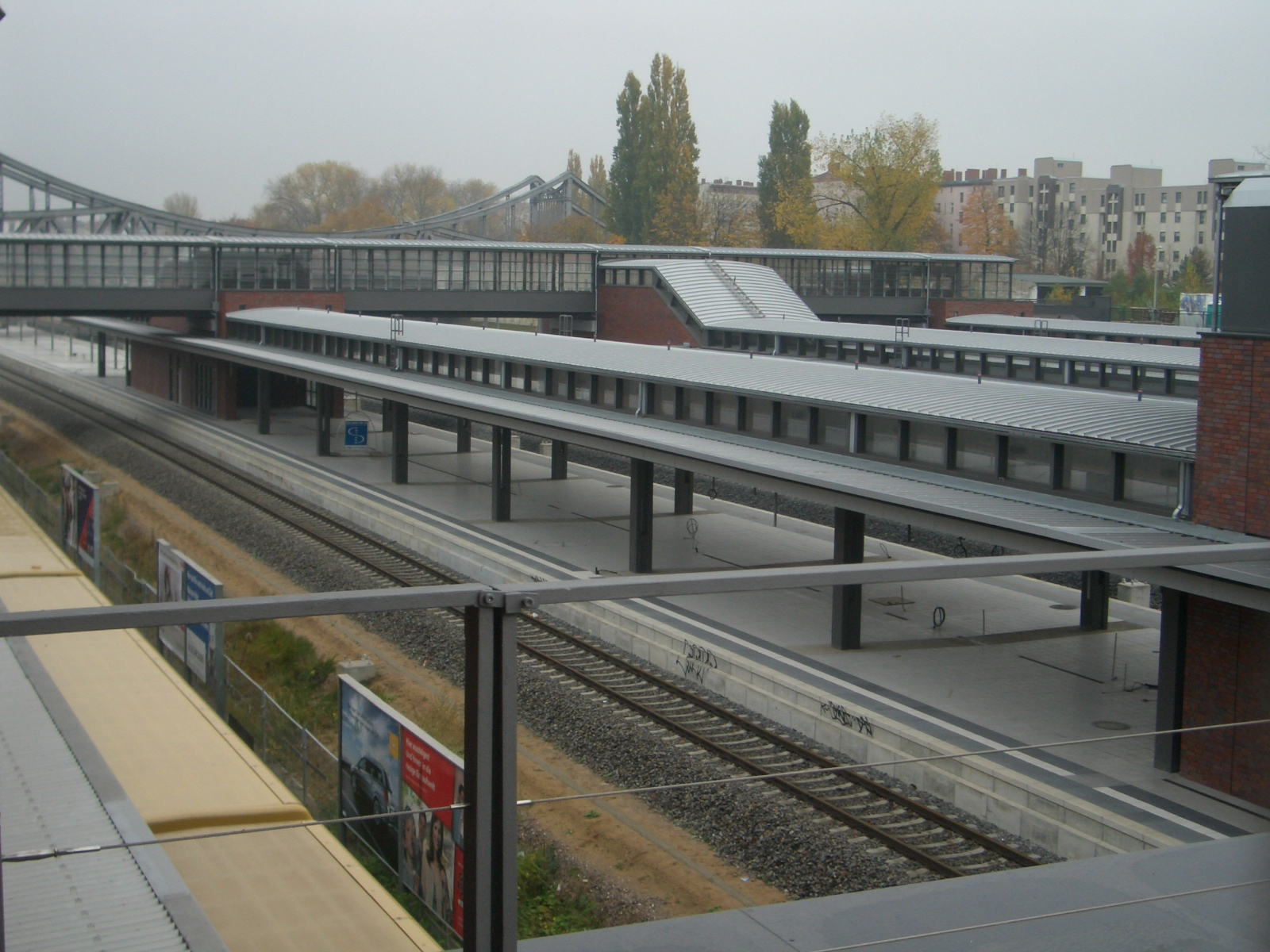
Nya fjärr- och regionaltågsperrongerna.
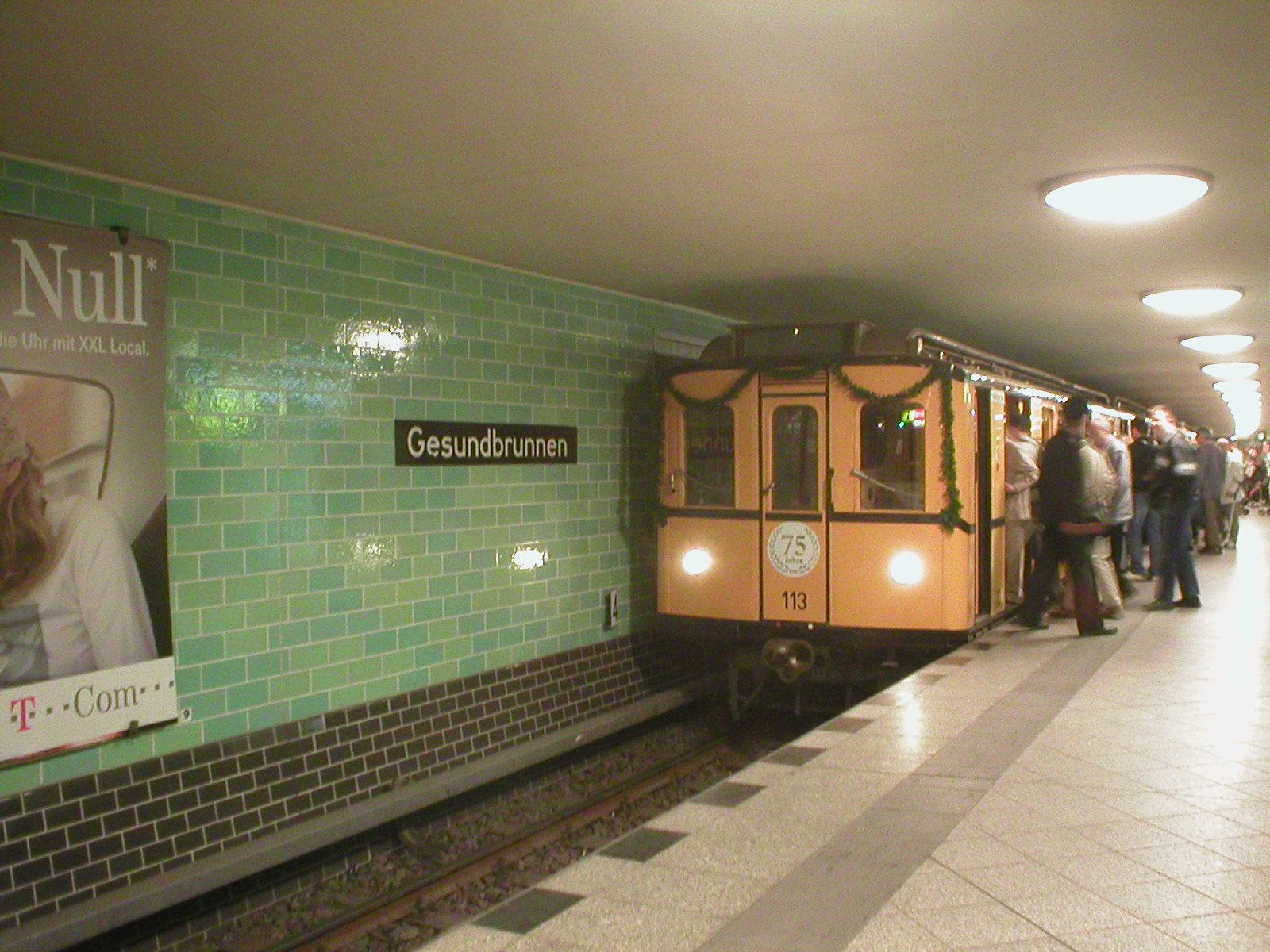
Ett gammalt tunnelbanetåg på Gesundbrunnen station.
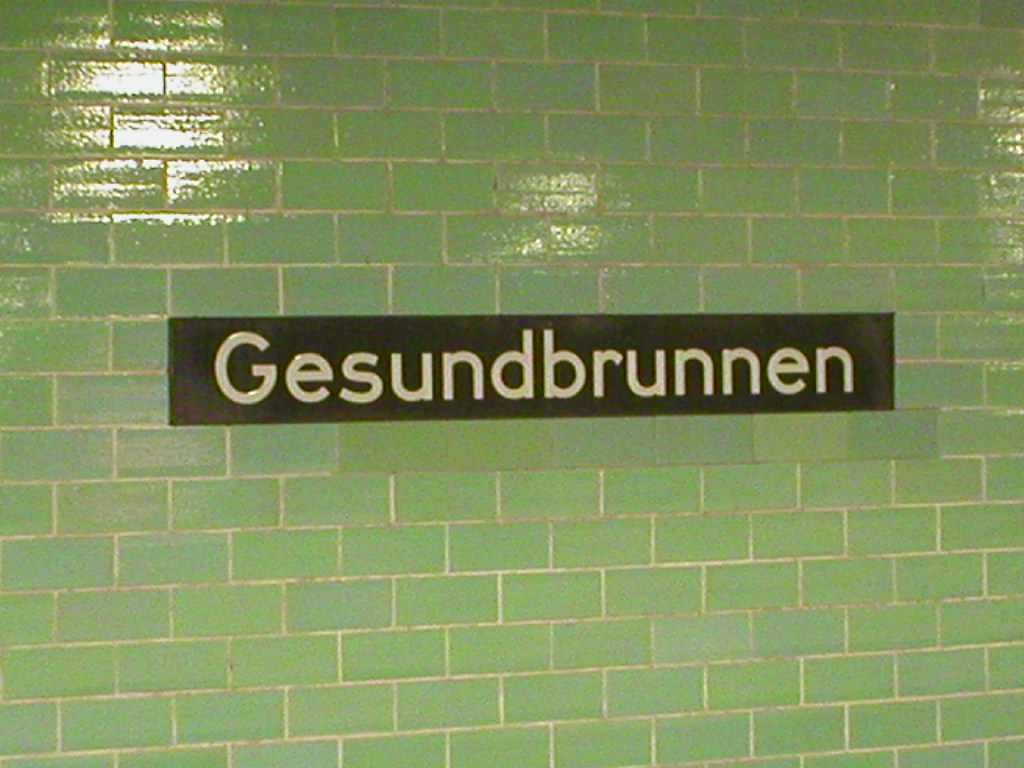
Stationsskylt på U-bahnstationen Gesundbrunnen.